# Tour de Louvain-Mémorial Jef Scherens
Le Tour de Louvain-Mémorial Jef Scherens ou officiellement Tour of Leuven-Memorial Jef Scherens (connu comme le Grand Prix Jef Scherens jusqu'en 2021) est une course cycliste disputée à Louvain en Belgique.
Créé en 1963, il doit son nom à Jef Scherens, septuple champion du monde de vitesse sur piste.
La course fait partie de l'UCI Europe Tour depuis 2005, en catégorie 1.1.  De 2016 à 2018, l'épreuve est une des manches de la Coupe de Belgique sur route.

## Palmarès
La première édition a eu lieu en 1963,. Les éditions de 1972 et 1988 ont été réservées aux amateurs.

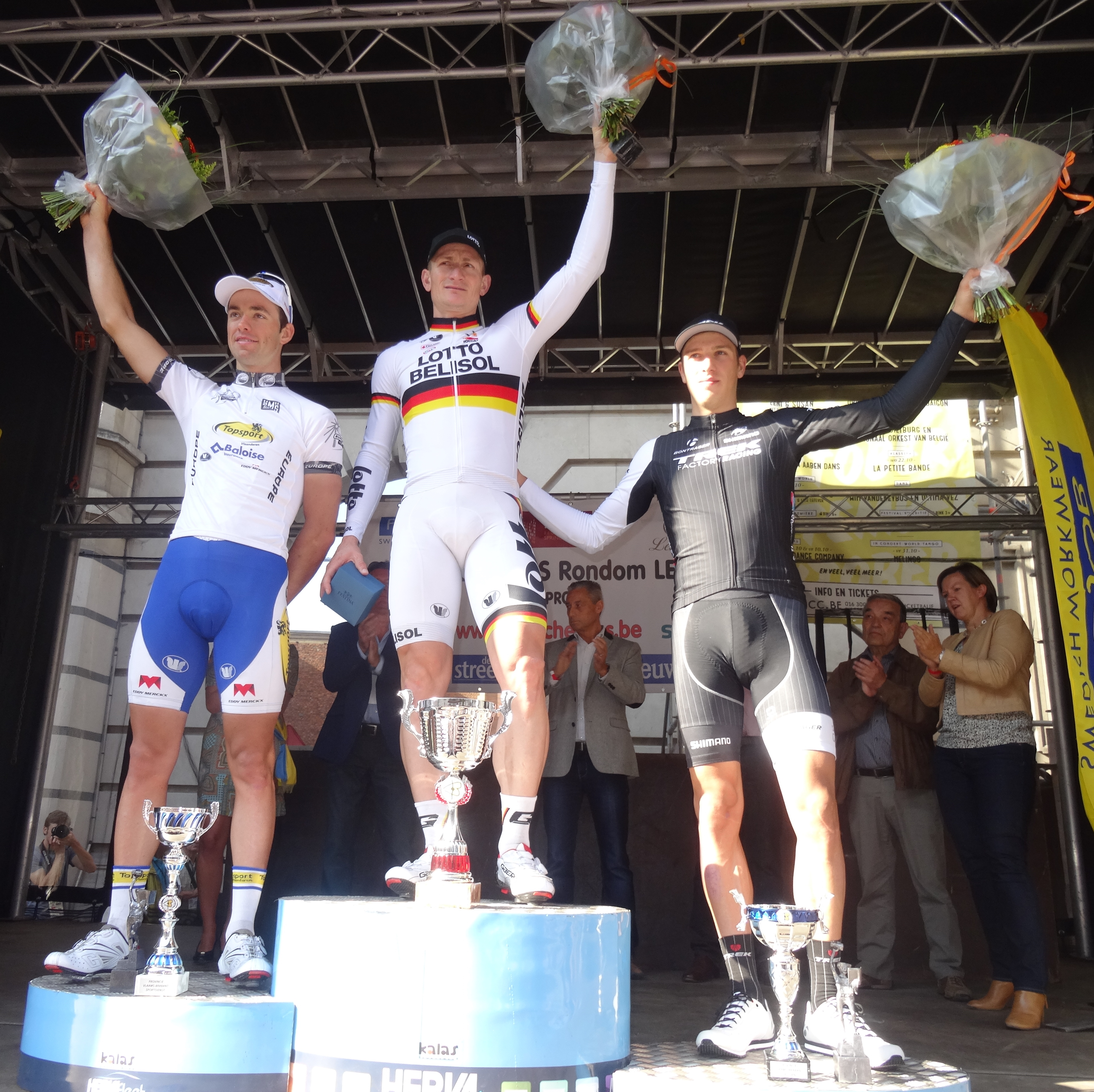
Podium de l'édition 2014 : Tom Van Asbroeck (2e), André Greipel (1er) et Danny van Poppel (3e).

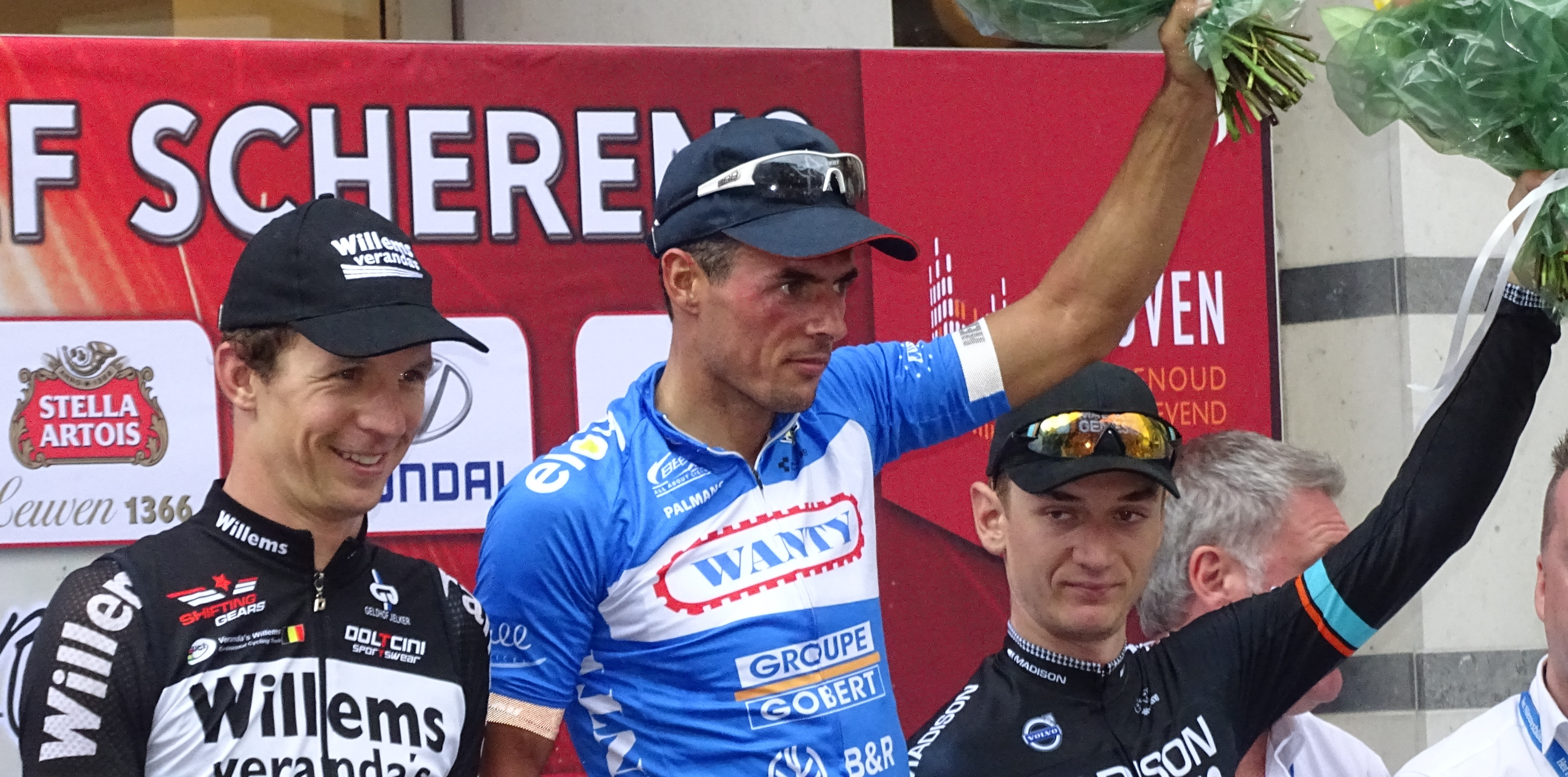
Podium de l'édition 2015 : Dimitri Claeys (2e), Björn Leukemans (1er) et Mark McNally (3e).

| Année                                                       | Vainqueur             | Deuxième               | Troisième                |
| ----------------------------------------------------------- | --------------------- | ---------------------- | ------------------------ |
| 1963                                                        | Marcel Vanden Bogaert | Francesco Miele        | Walter Muylaert          |
| 1964                                                        | Norbert Kerckhove     | André Noyelle          | Gustaaf Van Vaerenbergh  |
| 1965                                                        | Fernand Deferm        | Eddy Merckx            | Émile Daems              |
| 1966                                                        | Herman Vanspringel    | Robert Lelangue        | Jos Huysmans             |
| 1967                                                        | Robert Lelangue       | Herman Vanspringel     | Remi Van Vreckom         |
| '"`UNIQ--templatestyles-00000038-QINU`"'Non disputé en 1968 |                       |                        |                          |
| 1969                                                        | Frans Verbeeck        | Roger De Vlaeminck     | Roger Kindt              |
| 1970                                                        | Frans Verbeeck        | Raphaël Hooyberghs     | Jozef Abelshausen        |
| 1971                                                        | Frans Verbeeck        | Georges Pintens        | Edward Janssens          |
| 1972                                                        | Gustaaf Hermans       | Willem Peeters         | Omer Meeus               |
| 1973                                                        | Jan van Katwijk       | Victor Van Schil       | Théo van der Leeuw       |
| 1974                                                        | Freddy Maertens       | Rik Van Linden         | Frans Verbeeck           |
| 1975                                                        | Freddy Maertens       | Ronny Van De Vijver    | Eddy Merckx              |
| 1976                                                        | Frans Verbeeck        | Etienne Van der Helst  | Walter Naegels           |
| 1977                                                        | Walter Planckaert     | Wilfried Wesemael      | Benny Schepmans          |
| 1978                                                        | Frans Van Looy        | Gustaaf Van Roosbroeck | Frank Hoste              |
| 1979                                                        | Marcel Laurens        | Willy Teirlinck        | Frans Van Vlierberghe    |
| 1980                                                        | Ludo Delcroix         | Frans Van Looy         | Etienne Van der Helst    |
| 1981                                                        | Jan Raas              | Rudy Pevenage          | Sean Kelly               |
| 1982                                                        | Rudy Matthijs         | Alfons De Wolf         | Ludwig Wijnants          |
| 1983                                                        | Adrie van der Poel    | Ronny Van Holen        | Jan Bogaert              |
| 1984                                                        | Ronny Van Holen       | Jan Wijnants           | Johan Lammerts           |
| 1985                                                        | Jozef Lieckens        | Willem Wijnant         | Gery Verlinden           |
| 1986                                                        | Jozef Lieckens        | Johan Capiot           | Luc De Decker            |
| 1987                                                        | Ronny Van Holen       | Dirk Clarysse          | Wilfried Peeters         |
| 1988                                                        | Patrick Schoovaerts   | Herman Raeymaekers     | Filip Noé                |
| "`UNIQ--templatestyles-00000039-QINU`"'Non disputé en 1989  |                       |                        |                          |
| 1990                                                        | Wilfried Peeters      | Corneille Daems        | Johan Devos              |
| 1991                                                        | Wilco Zuijderwijk     | Olaf Jentzsch          | Hendrik Redant           |
| 1992                                                        | Hendrik Redant        | Johan Museeuw          | Olaf Ludwig              |
| 1993                                                        | Frans Maassen         | Herman Frison          | Wilfried Peeters         |
| 1994                                                        | Mauro Bettin          | Johan Verstrepen       | Jans Koerts              |
| 1995                                                        | Erik Dekker           | Frank Corvers          | Léon van Bon             |
| 1996                                                        | Jans Koerts           | Andrzej Sypytkowski    | Wim Omloop               |
| 1997                                                        | Stéphane Hennebert    | Anthony Rokia          | Frank Høj                |
| 1998                                                        | Jo Planckaert         | Johan Verstrepen       | Raymond Meijs            |
| 1999                                                        | Marc Streel           | Michel Vanhaecke       | Gert Vanderaerden        |
| 2000                                                        | Dave Bruylandts       | Andy De Smet           | Nicki Sørensen           |
| 2001                                                        | Niko Eeckhout         | Björn Leukemans        | Geert Omloop             |
| 2002                                                        | Andreas Klier         | Robert Hunter          | Léon van Bon             |
| 2003                                                        | Thor Hushovd          | Roger Hammond          | Niko Eeckhout            |
| 2004                                                        | Allan Johansen        | Karsten Kroon          | Wouter Van Mechelen      |
| 2005                                                        | Joost Posthuma        | Björn Leukemans        | Rory Sutherland          |
| 2006                                                        | Marcel Sieberg        | Dirk Müller            | Sergueï Lagoutine        |
| 2007                                                        | Bram Tankink          | Janek Tombak           | Frédéric Amorison        |
| 2008                                                        | Wouter Mol            | Janek Tombak           | Kurt Hovelijnck          |
| 2009                                                        | Sebastian Langeveld   | Stijn Vandenbergh      | Frédéric Amorison        |
| 2010                                                        | Lars Boom             | Maxime Vantomme        | Fabian Wegmann           |
| 2011                                                        | Jérôme Pineau         | Kenny Dehaes           | Guillaume Van Keirsbulck |
| 2012                                                        | Steven Caethoven      | Stijn Neirynck         | Frédéric Amorison        |
| 2013                                                        | Bert De Backer        | Sep Vanmarcke          | Jasper Stuyven           |
| 2014                                                        | André Greipel         | Tom Van Asbroeck       | Danny van Poppel         |
| 2015                                                        | Björn Leukemans       | Dimitri Claeys         | Mark McNally             |
| 2016                                                        | Dimitri Claeys        | Pim Ligthart           | Roman Maikin             |
| 2017                                                        | Timothy Dupont        | Kenny Dehaes           | Justin Jules             |
| 2018                                                        | Jasper Stuyven        | Jonas Van Genechten    | Timothy Dupont           |
| 2019                                                        | Niccolò Bonifazio     | Hugo Hofstetter        | Timothy Dupont           |
| "`UNIQ--templatestyles-0000003A-QINU`"'Non disputé en 2020  |                       |                        |                          |
| 2021                                                        | Niccolò Bonifazio     | Nacer Bouhanni         | Gianni Vermeersch        |
| 2022                                                        | Victor Campenaerts    | Zdeněk Štybar          | Alexander Kristoff       |
| 2023                                                        | Arnaud De Lie         | Stan Van Tricht        | Axel Laurance            |
| 2024                                                        | Markus Hoelgaard      | Mike Teunissen         | Milan Menten             |